# Hubert Luthe
Hubert Luthe (ur. 22 maja 1927 w Lindlar, zm. 4 lutego 2014 w Essen) – niemiecki duchowny rzymskokatolicki, biskup diecezjalny Essen w latach 1991-2002, wcześniej w latach 1969-1991 biskup pomocniczy Kolonii.

## Życiorys
Święcenia kapłańskie przyjął 2 lipca 1953 w archidiecezji Kolonii, udzielił mu ich jej ordynariusz kardynał Joseph Frings. 28 października 1969 papież Paweł VI mianował go biskupem pomocniczym archidiecezji, ze stolicą tytularną Egabro. Sakry udzielił mu 14 grudnia 1969 arcybiskup metropolita Kolonii, kardynał Joseph Höffner. 18 grudnia 1991 papież Jan Paweł II przeniósł go na stanowisko ordynariusza diecezji Essen, jego ingres do tamtejszej katedry odbył się 2 lutego 1992. 22 maja 2002 osiągnął biskupi wiek emerytalny (75 lat) i tego samego dnia opuścił urząd, zostając jednym z biskupów seniorów diecezji. 